# 贞寿之门
贞寿之门，位于中国广东省肇庆市德庆县[官圩镇]珠江村，为德庆县的一个县级文物保护单位，类型为古建筑，公布时间为2001年8月23日。
贞寿之门的历史年代为清道光。